# Faust (музыкант)
Faust, настоящее имя Борд Гюльдвик Эйтхун (норв. Bård Guldvik Eithun; родился 21 апреля 1974 года) — норвежский барабанщик. Известен своей работой в ранних альбомах блэк-метал-группы Emperor. Также является автором текстов песен нескольких групп, включая Zyklon.

## Биография
Фауст вырос в маленькой деревне Квикне (норв. Kvikne), с населением около 500 человек, которая находится в центральной Норвегии в долине Эстердален (норв. Østerdalen). В 16 лет он переехал в Лиллехаммер, где жил на протяжении двух лет. Познакомившись в конце 80-х годов с Евронимусом, Фауст влился в развивавшееся блэк-метал-сообщество и в итоге переехал в Осло, чтобы работать в магазине Евронимуса. В начале 90-х годов помимо игры в нескольких группах (Thorns, Imposter, Emperor) Фауст также издавал журнал Orcustus.
В августе 1992 года Фауст приехал погостить к родителям в Лиллехаммер. Возвращаясь домой 21 августа, Фауст встретил в парке гея Магне Анрэассена (норв. Magne Andreassen). Анрэассен предложил Фаусту уйти подальше в лес, тот согласился. Когда они оказались в чаще, Фауст достал нож и заколол Анрэассена. У полиции не было подозреваемых до тех пор, пока Варг Викернес не был арестован за убийство Евронимуса. На начавшихся допросах молодых людей из среды блэк-металлистов некоторые указали на Фауста, он был арестован и в итоге сознался в убийстве. Суд приговорил его к 14 годам тюремного заключения, однако, отбыв 9 лет и 4 месяца, он был досрочно освобождён в 2003 году.
Некоторые СМИ предполагали, что убийство было связано с сатанизмом или фашизмом, позже в интервью Эйтхун отметил, что «никогда не был сатанистом или фашистом». Йёрн Тунсберг из группы Hades Almighty также утверждал, что убийство было «импульсивным» и не было связано с блэк-металом.

## Дискография
Указаны года записи, а не выпуска.
- 1989 — Decomposed Cunt — reh(abilitation)-tape 1989 (запись репетиции)
- 1990 — Stigma Diabolicum — различные репетиционные записи и запись концерта в en:Stjørdalen, Норвегия
- 1990 — Impostor — Still Not Satisfied (демо)
- 1991 — Impostor — Violent World (запись репетиции)
- 1990—1992 — Thorns — различные репетиционные записи
- 1992 — Emperor — Emperor (сплит с Enslaved)
- 1992 — Emperor — As the Shadows Rise
- 1993 — Emperor — In the Nightside Eclipse
- 1995 — Zyklon-B — Blood Must Be Shed
- 2000 — Cadaver Inc. — произнесённый отрывок в песне Kill Tech из альбома Discipline
- 2000 — Ulver — ударные в The Future Sound of Music из альбома Perdition City
- 2000 — Sirius — различные произнесённый отрывки текста и ударные в альбоме Spectral Transition — Dimension Sirius
- 2001 — Zyklon — World ov Worms, написал тексты всех песен
- 2001 — Sigh — текст для Nietzschean Conspiracy — Imaginary Sonicscape
- 2003 — Zyklon — Aeon, написал тексты всех песен
- 2003 — Disiplin — Spoken words and lyrics on Strategy Formulation
- 2005 — Blood Tsunami — демо
- 2005 — Hesperus Dimension — произнесённый отрывок на демо
- 2005 — Scum — Protest Life (сингл)
- 2005 — Scum — Gospels for the Sick
- 2006 — Blood Tsunami — Thrash Metal
- 2006 — Zyklon — Disintegrate, написал тексты всех песен
- 2006 — Aborym — Generator
- 2009 — Blood Tsunami — Grand Feast For Vultures
- 2010 — Aborym — Psychogrotesque